# Nine Days
I Nine Days sono una rock band formata a Long Island da John Hampson e Brian Desveaux.
Nonostante la band stia ancora insieme, ed occasionalmente si esibisca, entrambi i cantanti (John Hampson e Brian Desveaux) hanno intrapreso carriere soliste.
A metà agosto 2006, il gruppo si è riunito ed è tornato allo studio di registrazione per incidere Slow Motion Life (Part One), un EP con 6 canzoni. Il disco è stato pubblicato il 19 gennaio 2007. La Part two è prefissata per il 2008.

## Formazione
- John Hampson – voce e chitarra
- Brian Desveaux - seconda voce e chitarra
- Jeremy Dean - tastiera
- Nick Dimichino - basso
- Vincent Tattanelli - batteria

## Discografia

### Album in studio
- 1995 – Something to Listen To
- 1996 – Monday Songs
- 1998 – Three
- 2000 – The Madding Crowd
- 2002 – So Happily Unsatisfied
- 2003 – Flying the Corporate Jet
- 2013 – Something Out of Nothing
- 2016 – Snapshots

### EP
- 2007 – Slow Motion Life (Part One)